# Victor de Mirecki
Pour l’article homonyme, voir Maurice Antoine Lucien de Mirecki.
Victor Alexandre Marie de Mirecki Larramat  est un violoncelliste et professeur de musique espagnol d'origine franco-polonaise, (né le 21 juillet 1847 à Tarbes (Hautes-Pyrénées) - mort le 7 avril 1921 à Madrid) .
La vie de Victor de Mirecki est un exemple-type du concertiste multiface de la fin du XIXe siècle début XXe siècle. Homme du monde jouissant  d'un large éventail de relations sociales et culturelles, il fut reconnu comme un génie du violoncelle, tant en sa qualité d'interprète que de vulgarisateur de musique de chambre et de pédagogue. Son travail à la Sociedad de cuartetos de Madrid, associé à Jesús de Monasterio apporta beaucoup au milieu musical espagnol de cette époque, promouvant la musique de chambre européenne et rendant possible la diffusion d'œuvres de génies émergents de la musique espagnole, tels que Manuel de Falla.
Sa contribution à l'enseignement de son instrument à l'École Nationale de Musique, qui devint le Conservatoire Supérieur Royal de Musique de Madrid, fut primordiale par l'importation des techniques du violoncelle innovantes du Belge Adrien-François Servais et du Français Auguste Franchomme, ouvrant la voie à la magnifique école des violoncellistes espagnols. Parmi ses disciples, se distinguent Augustin Rubio, Juan Ruiz Casaux et Pablo Casals.

## Enfance et jeunesse en France
Fils du comte polonais Aleksander de Mirecki (en) et de Marie Zelinne Larramat, il passa sa prime enfance dans un milieu musical remarquable. Son père, maréchal et héros de la Révolution polonaise de 1830 - 1831 contre la Russie, s'était réfugié dans la France de Louis Philippe d'Orléans et s'était installé à Tarbes, où il enseignait le violon, après un bref séjour parisien. C'est là que naquirent ses trois enfants, Maurice, Victor et Françoise qui se consacreront tous à la musique. En 1857, à dix ans, le petit Victor déménage avec sa famille à Bordeaux, où son père occupera la chaire de violon du Conservatoire. Victor y commencera des études au lycée, en vue d'une carrière militaire. 
En avril 1862, le violoncelliste Adrien-François Servais et le violoniste Henri Vieuxtemps s'arrêtèrent dans la ville et séjournèrent dans la maison des de Mirecki. Le jeune Victor, impressionné par l'interprétation de ces maîtres, se vouera pendant deux ans à la pratique du violoncelle avec son frère Maurice et sous la supervision de son père. Ses dons naturels étaient évidents, et à seulement dix sept ans il joua en tant que soliste dans un concert public du Conservatoire bordelais en présence du grand Servais (1864). Le succès du jeune Victor fut tel, que le violoncelliste belge convainquit le professeur Aleksander de Mirecki de laisser le petit se vouer totalement au violoncelle et abandonner ses études militaires.
Il termina ses études à Bordeaux avec le premier prix et la médaille d'honneur du Conservatoire ainsi que l'octroi d'une bourse extraordinaire pour poursuivre ses études à Paris. Il commença ses études de perfectionnement au Conservatoire Impérial en 1865, comme élève d'Auguste Franchomme et en cours d'année se rendit à Halle à l'enterrement de son mentor Servais. Il termina sa période de formation parisienne avec l'obtention du prix d'honneur du Conservatoire Impérial  de Musique et Déclamation le 6 août 1868, surpassant son condisciple Jules Delsart, lui aussi violoncelliste et futur successeur du maître Auguste Franchomme.
Durant ses études, au vu des ressources limitées que sa bourse lui allouait, et avec l'aide de son père et de son maître, il travailla assidûment dans les orchestres de plusieurs théâtres parisiens, entrant en contact avec les grands compositeurs et interprètes de l'époque qui passaient obligatoirement par Paris et devint un ami intime de Pablo de Sarasate, Édouard Lalo, Camille Saint-Saëns ou Jules Massenet.
À seulement 18 ans, il est pris comme premier violoncelliste de l'orchestre du Théâtre Lyrique du Conservatoire Impérial. Il y commença comme violoncelle soliste dans l'ouverture du Faust de Charles Gounod. Il participa également en tant que soliste à la Société de Concerts Classiques de Pasdeloup, pendant qu'il jouait dans les sociétés philharmoniques de Lyon, Bordeaux, Valenciennes, Poitiers, Lille ou Pau, entre autres.
Il abandonna toutes ces occupations à partir de 1869 pour se vouer totalement à sa carrière de soliste, jouant en France, en Angleterre, en Belgique et en Espagne. La grande renommée de sa qualité interprétative en fit un concertiste coutumier des sessions de musique de l'impératrice Eugénie de Montijo et des palais des reines espagnoles exilées, Marie Christine de Bourbon et Isabelle II, où il avait été introduit par son ami Sarasate. Il réalisa sa première tournée espagnole sur recommandation d'Isabelle II en 1870 et fut surpris par l'éclatement de la guerre Franco-Prussienne à Saint-Sébastien. De là, il déménagea à Madrid où il fixa définitivement sa résidence.

## Établissement en Espagne
Son vœu de s'établir définitivement à Madrid se réalisa l'année suivante. Fin 1870, la Société de Concerts de Madrid ouvre un concours pour pourvoir ses places vacantes, et Victor de Mirecki y obtient facilement celle de premier violoncelle. Il entre ainsi dans l'orchestre madrilène le 11 février 1871. Beaucoup de ses confrères étaient de vieilles connaissances de Paris, et lui demandait, de par ces amitiés françaises, la possibilité d'obtenir une rénovation du répertoire avec la nouvelle musique symphonique allemande et française. Il s'acquitta de ce travail avec l'inestimable collaboration de son ami intime Mariano Vazquez Gomez, directeur musical du Teatro Real de Madrid, qu'il proposera comme directeur de la Société en 1876. Sa consécration devant le grand public en tant que soliste dans le milieu musical madrilène, se produit durant l'été 1872, quand il interprète, lors d'un concert de l'orchestre de la Société sous la direction de Jean-Baptiste Dalmau, une Fantaisie pour violoncelle basée sur le thème principal de La fille du régiment de Donizetti, arrangement de son ancien maître Servais. Il interpréta encore de ce dernier, la fantaisie pour violoncelle Souvenirs de Suisse le 29 août 1874 avec un grand succès. Sa période la plus florissante avec cet orchestre se réalisa sous la baguette de son ami Mariano Vazquez, mais il abandonnera l'organisation le 14 novembre 1884, après la démission de Vazquez. Son amour pour la musique de chambre le fit participer assidûment à la Société Philharmonique de Madrid durant les étés 1873-74, au cours de plusieurs cycles dédiés à ce genre, où il jouait également en tant que soliste.
Encouragé par Sarasate, il prépare une tournée européenne en 1874, qui le conduirait à Lisbonne, Londres et Paris, mais il l'annule temporairement à cause de la convocation du concours pour la chaire de violoncelle, récemment créée à l'École Nationale de Musique de Madrid. Le concours fut ajourné pour des raisons administratives, ce qui lui permit de faire la tournée prévue qui fut un grand succès dans les trois capitales: les autorités portugaises le nommeront commandeur de l'Ordre de la Conception de Villaviciosa. Sa renommée au Portugal finit par atteindre une cote inusitée pour un musicien, et on lui concéda la plus haute distinction du règne pour un étranger en le nommant chevalier de l'Ordre du Christ.
Le concours pour la chaire de violoncelle de l'École madrilène eut lieu à son retour en Espagne et il le remporta à l'unanimité du jury. À cette occasion il présenta un mémoire sur l'histoire de l'enseignement du violoncelle où il détailla sa méthode didactique qui serait à la base de l'école moderne madrilène de violoncelle, et qui est gardé à la bibliothèque du Conservatoire Royal Supérieur de Musique de Madrid. 
Le 23 novembre 1874, sa nomination est annoncée publiquement et il prend son poste le jour suivant, ce qui lui permit d'exercer conjointement ses activités de concertiste et d'enseignant et lui donna une certaine stabilité économique.

## Conservateur des Stradivarius de Madrid
La restauration des Bourbons sur le trône, avec l'arrivée au pouvoir d'Alphonse XII, lui ouvre les portes du palais. Vieille connaissance du roi, qui l'avait écouté quelques années auparavant au cours des soirées musicales au palais parisien de sa mère, il entre à la Chapelle Royale comme violoncelliste après un examen privé qui consistait en un petit concert de soliste devant la Cour. Il entre de la même façon à l'orchestre du Teatro Real.
Mais le travail le plus important qui lui est confié est la garde et la maintenance de la collection des Stradivarius palatins conservée à la salle de musique du Palais royal de Madrid. Ce groupe d'instruments est le plus important groupe conservé intégralement jusqu'à nos jours. Il était constitué à cette époque de deux violons et deux violoncelles. L'alto avait été soustrait par Joseph Bonaparte pendant la Guerre d'Indépendance et ne sera récupéré qu'en 1951 par Juan Ruiz Casaux.
Lorsque Victor de Mirecki se chargea de la collection, les instruments était en mauvais état, mal gardés dans un environnement trop humide et à une température inadéquate, avec des réparations antérieures nuisant gravement à leur sonorité.

## Maturité et promotion musicale
Sa nomination de professeur de violoncelle à Madrid et son entrée à la cour d'Alphonse XII, vont le fixer définitivement à Madrid. Il épouse Maria Luisa Bach, fille d'un antiquaire de la cour. Leurs domiciles madrilènes d'abord Plaza de Oriente puis calle Recoletos deviennent des étapes obligatoires pour beaucoup de musiciens étrangers de passage à Madrid, et pour une grande partie du milieu musical madrilène. Ami intime de Tomás Bretón, Pablo de Sarasate et Jesús de Monasterio, il rejoint la Sociedad de cuartetos de Madrid, dirigée par ce dernier en remplacement de Ramón Rodríguez Castellanos. Il peut ainsi se consacrer à sa passion pour la musique de chambre, amenant sa connaissance et ses contacts avec le milieu musical français. Son début avec le groupe date du 5 décembre 1875. La relation avec Monasterio devient très étroite, puisque tous les deux sont collègues au conservatoire de Madrid, et le grand violoniste lui dédie en 1874 sa Melodía pour violon (ou violoncelle) et piano créée le 1er mars 1875 avec le titre de Romanza para violonchelo. Après de nombreuses demandes du public, la Sociedad de cuartetos commence à programmer des œuvres pour violoncelle et piano, lors de la saison 1881-1882, où il se produit accompagné par les pianistes Juan María Guelbenzu et André Chevallier. En 1883, il intervient comme soliste dans le grand événement musical de l'année, l'inauguration de Sala Zozaya, le 16 avril, avec un succès retentissant. En 1887 il reçoit un appel de son frère Maurice de Paris, où le poste de professeur de violoncelle restait vacant après la mort d'Auguste Franchomme, et la direction du conservatoire de Paris avait décidé de lui offrir ce poste sans examen. Mirecki renonce à occuper ce poste pour ne pas laisser sa place à Madrid, et, principalement, en raison du prix qu'il accorde à son travail d'enseignement et celui de la promotion musicale à laquelle il se consacre. Les autorités françaises, en reconnaissance de son travail, le nomment à l'Académie des beaux-arts, dans la section de musique, où il est entré le 14 juillet 1889. L'année suivante, il est nommé Chevalier de la légion d'honneur. Pendant ces mêmes années, la cour espagnole le couvre également d'honneurs : commandeur de l'Ordre de Charles III d'Espagne et Chevalier de l'Ordre d'Isabelle la Catholique. Il collabore activement à des séries de concerts de musique de chambre organisés par l'Athénée de Madrid, dont il est membre. Ces concerts débutent le 23 janvier 1903 et se sont prolongés pendant plus de deux années. En 1904, après la grave crise qu'avait traversée la Sociedad de Conciertos de Madrid, il devient l'un des fondateurs de l'Orchestre symphonique de Madrid, qui donne son premier concert le 7 février de cette année au Teatro Real. En parlant de son travail de soliste et de son action pour promouvoir la musique, à l'occasion de sa mort, l'Anuario del Real Conservatorio (1920) commente : « L'action de M. Mirecki comme soliste a été essentielle, contribuant au sein la Sociedad de cuartetos de Madrid à la vulgarisation de la musique de chambre, genre dans lequel il s'est distingué ainsi que Mr. Jésus de Monasterio ».

## Mirecki et Manuel de Falla
Sa vie dans la dernière décennie du XIXe siècle et la première du XXe siècle est marquée par la maladie, un mal pulmonaire qui l'a forcé à fréquenter assidûment les bains de Panticosa pour se reposer. Cela a été des moments difficiles dans la famille, avec la maladie mentale de son épouse qui l'a rendue handicapée, mais sa maison a toujours été pleine des musiciens, de vieux amis et des jeunes talents de la musique. Parmi eux se détache un jeune Andalou qui étudie avec son ami José Tragó et qui a obtenu en 1899 le prix de piano: Manuel de Falla. Du même âge que ses fils, de Falla est un habité des réunions chez Mirecki lors de ses séjours à Madrid. Mirecki présente le jeune compositeur à l'Athénée de Madrid, où seront créées plusieurs de ses œuvres. En 1906, Mirecki échoue à faire créer La Vida breve de Falla, mais il se heurte à l'opposition de plusieurs de ses compagnons, raison pour laquelle, en 1907, il conseille au compositeur, ainsi qu'à Joaquín Turina, d'aller à Paris, où ils auraient plus de possibilités pour développer leur art. Apprenant les difficultés de sa situation économique, Mirecki l'invite à la fin de l'année pour faire une tournée de concerts, avec Antonio Fernandez Arbos, à Oviedo, León et Bilbao, concerts qui sont donnés dans les premiers mois de 1908. L'état de santé de Mirecki se détériore et il est forcé de retourner à Madrid. Son état s'étant amélioré, il organise à nouveau des concerts pour de Falla, mais le séjour de de Falla à Paris les rend impossibles. Alors Mirecki écrit à son disciple Luis Amato, violoncelliste à l'opéra de Paris et professeur au conservatoire, pour recevoir et aider de Falla dans sa vie parisienne. Une fois créée La Vida breve à Paris (1914) avec un grand succès, il écrit à de Falla lui demandant la partition de l'opéra pour négocier sa création à Madrid, mais il échoue à nouveau. En outre, il recommande de Falla à d'Alfred E. Hill, le célèbre collectionneur londonien de Stradivarius, de sorte qu'il facilite le séjour de de Falla dans la capitale anglaise en 1919. D'autre part, en Espagne, comme actionnaire de l'hôtel de Ritz de Madrid, il facilite la création de plusieurs œuvres, entre d'autres, la version orchestrale de l'Amor brujo (1916).

## L'école madrilène de violoncellistes
C'est dans le domaine de la formation que l'influence de Mirecki a été la plus marquante. Titulaire pendant plus de quarante ans de la chaire de violoncelle au Conservatoire Royal Supérieur de Musique de Madrid, il a formé les principaux violoncellistes espagnols de son temps. La formation des étudiants était basée sur une méthode classique, insistant pour les possibilités du mouvement de l'archet pour obtenir de plus grandes sonorités, selon les techniques du belge Adrien-François Servais. Selon La Critica (1890), parlant de sa technique au violoncelle : « Mirecki possédait une expressivité achevée grâce à une technique dont la pulsation traduisait les longues études qu'il avait faites sur un instrument tellement difficile ». De son côté, l' Ilustración Musical Hispano-americana: « Il est élégant dans son discours sans jamais recourir à ces effets d'exécution, toujours de mauvais goût, au moyen desquels il est si facile d'obtenir des applaudissements : le son qu'il tire de son instrument est admirable, comme produit par cet archet inégalé ». En conclusion, l'Anuario del Real Conservatorio (1921), à l'occasion de sa mort, commente : « Professeur éminent et artiste admirable, ayant exercé l'enseignement comme un véritable sacerdoce, il a effectué pendant près de cinquante ans proches un énorme travail. La nombreuse phalange des grands violoncellistes espagnols, parmi lesquels figurent quelques célébrités, est le fruit de son travail ». Dans la liste de ses élèves figurent les noms d'Agustín Rubio, Luis Sarmiento, Luis Amato, Miguel Tejada, Alfredo Garrocha, Julia Terzi, José González, son fils Rafaël Mirecki, et, le premier entre tous, Juan Ruiz Casaux, son étudiant préféré, marié avec sa fille Maria Teresa, et qui allait prendre sa suite au Palais et au Conservatoire.